# Anísio de Castro Peixoto
Anísio de Castro Peixoto (Magé, 20 de agosto de 1865 – Rio de Janeiro, 2 de dezembro de 1946) foi um médico brasileiro.
Foi eleito membro da Academia Nacional de Medicina em 1901, ocupando a Cadeira 63, que tem Vicente Cândido Figueira de Saboia como patrono.